# ソユーズTMA-04M
ソユーズTMA-04Mは、2012年5月15日にソユーズFGによって打ち上げられた国際宇宙ステーションへの飛行である。第31次長期滞在/第32次長期滞在のクルー3名をISSに運搬する。
当初、2012年3月30日に打上げを予定していたが、1月にRSCエネルギアの真空チャンバーで降下モジュールの圧力試験を行っていた際に、誤って圧力を高めすぎて(通常1.3-1.5気圧で試験するところを3-4気圧かけてしまった)構造に亀裂が生じて修理も出来ず飛行は不可能と判断された。このため、次に飛行予定であったソユーズTMA-05Mの機体を使用することになった。この影響で打上げは約45日間遅れることになった。

## 乗組員
- ゲンナジー・パダルカ (4) -  ロシア RSA
- セルゲイ・レヴィン (1) -  ロシア RSA
- ジョセフ・アカバ (2) -  アメリカ合衆国 NASA

## 参照
1. ↑  “Soyuz TMA-04M delayed from March”. Russianspaceweb 2012年2月20日閲覧。{{cite news}}:  CS1メンテナンス: 先頭の0を省略したymd形式の日付 (カテゴリ)